# باغ اکبریه
عمارت و باغ اکبریه، یکی از بناهای تاریخی شهر بیرجند است. این بنا در دوره قاجاریه و به دستور شوکت الملک با معماری استاد الله داد جعفری در دو طبقه ساخته شده‌است. این باغ در انتهای خیابان معلم در روستای اکبریه که از توابع استان خراسان جنوبی می‌باشد، واقع شده‌است. این باغ با گسترش شهری بیرجند اکنون در داخل شهر قرار گرفته‌است. این باغ با نام «مجموعه اکبریه، مسجد و عمارت و باغ» در تاریخ ۲ خرداد ۱۳۷۸ با شمارهٔ ثبت ۲۳۲۶ به‌عنوان یکی از آثار ملی ایران به ثبت رسیده‌است. در سال ۲۰۱۱، این باغ در کنار نُه باغ دیگر ایران، با عنوان باغ ایرانی در فهرست میراث جهانی یونسکو به ثبت رسید.

## تاریخچه
ساخت این مجموعه از اوایل دوره قاجار تا اواخر آن دوره و در چند مرحله انجام شده‌است. این مجموعه شامل چند عمارت است که قدیمی‌ترین آن مربوط به عمارت حشمت الملک در منتهی‌الیه شرقی، که شامل دو طبقه‌است می‌باشد. طبقه همکف که دارای دو دالان و راهرو نسبتاً طویل است و ارتباط میان سه بخش مهم مجموعه، یعنی باغ اصلی، باغ جنوبی و اصطبل را برقرار می‌کند.
عمارت مرکزی با عملکرد تشریفات و پذیرایی از مهمانان که تقریباً به عنوان هستهٔ مرکزی باغ به حساب می‌آید از تزیینات و چشم‌انداز بسیار عالی برخوردار است. وجود درختان بلند قامت کاج در دو طرف خیابان و نیز خیابانهای منتهی به خیابان اصلی عمارت مرکزی بر زیبایی و طراوت باغ و نمای آن افزوده‌است.
باغ جنوبی واقع در جبهه جنوبی و کوچکتر از باغ شمالی است. این باغ به وسیلهٔ فضاهایی چون فضاهای خدماتی، عمارت مرکزی و دیواره غربی اصطبل احاطه شده‌است. یکی از عناصر مهم، استخر نسبتاً بزرگ با طرح مربع است که بخش عمده فضای باغ را به خود اختصاص داده‌است. استخر در وسط دارای سکویی مربع شکل است.
از جمله مواردی که سبب گشت تا باغ اکبریه در فهرست میراث جهانی یونسکو ثبت گردد شامل موارد ذیل است: باغ در زمین شیبدار ایجاد گشته‌است، خطوط راست در طراحی باغ استفاده گردیده‌است، عمارت در بلندترین قسمت باغ احداث گردیده‌است، یک جوی دائم اصلی و چند جوی فرعی ایجاد گشته‌است به گونه‌ای که صدای آن به گوش می‌رسد و رابطه نزدیکی با طبیعت ایجاد کرده‌است و حد فاصلی بین عمارت و باغ وجود ندارد و همچنین استفاده از درخت‌های زیاد و سایه‌دار و اختصاص بیشترین قسمت باغ به کاشت درختان میوه و گیاهان دارویی و زینتی از دیگر عوامل می‌باشد.
درختان موجود در این باغ شامل کاج، انار و توت می‌باشد و گوشه‌هایی از باغ گلهای تاج خروس به چشم می‌خورد. از جبهه جنوبی این باغ ورودی به روستای اکبریه تعبیه شده‌است.

## وسعت
باغ اکبریه با وسعتی حدود چهل و پنج هزار مترمربع در بستری کوهستانی واقع شده و متشکل از ۲ بناست که ساختمان قدیمی‌تر متعلق به حشمت‌الدوله، پدر ابراهیم شوکت‌الملک است که تاریخ احداث آن به اواخر دوره زندیه و اوایل دوره قاجاریه برمی‌گردد. بنای دیگری که در این مجموعه واقع شده، ساختمان تشریفات است که توسط شوکت‌الملک بنیان شده‌است. این باغ به عنوان محل سکونت، پذیرایی و انجام امور دیوانی مورد استفاده قرار می‌گرفت، به طوری که در لهجه محلی به کلاته سرکار امیر شهرت یافته بود. اسدالله علم در کتاب خاطراتش به پذیرایی پدرش از رضاشاه در همین باغ اشاره می‌کند. خود او نیز چنان‌که می‌گوید چندبار از شاه و فرح در همین باغ پذیرایی نمود.

## معماری
فرم معماری آن ایرانی با الهامی از معماری روسی است که تلفیق آن با معماری اسلامی، سبک معماری نوینی را نشان می‌دهد. این بنا شامل تالار آیینه، گنبد کلاه فرنگی، تزئینات مقرنس لانه زنبوری و رسمی بندی که صرفاً جهت پذیرایی از نمایندگان سیاسی داخلی و خارجی مورد استفاده قرار می‌گرفته‌است. معمار این بنای تاریخی، استاد الله داد جعفری است که در اوایل دوره قاجار این بنا را ساخته‌است.

## کاربری کنونی
هم‌اکنون بخش‌های مختلف این باغ و عمارت مورد استفاده اداره کل میراث فرهنگی و گردشگری خراسان جنوبی است. بخش احداث شده در اوایل دوره قاجار، به عنوان کتابخانه فعال است. از بخش مرکزی که در دوره قاجار احداث شده به عنوان موزه باستان‌شناسی و مردم‌شناسی استفاده می‌شود. بخش ساخته شده در دوره پهلوی کاربری اداری دارد و بالاخره دیگر بخش‌ها به سفره‌خانه و چایخانه سنتی اختصاص یافته‌است. در موزه حیات وحش این مجموعه، نمونه‌های شاخص، کمیاب و نادری از پوشش جانوری منطقه جنوب خراسان به ویژه شهرستان بیرجند به معرض نمایش گذاشته شده‌است و کمیاب‌ترین گونه‌های پرندگان جنوب خراسان در این مجموعه قرار گرفته‌اند همچنین در موزه باستان‌شناسی و مردم‌شناسی باغ اکبریه که در طبقه همکف واقع شده‌است، بخشی از معیشت، آداب و رسوم، مشاغل و حرفه منطقه جنوب خراسان به نمایش گذاشته شده‌است.

## نگارخانه

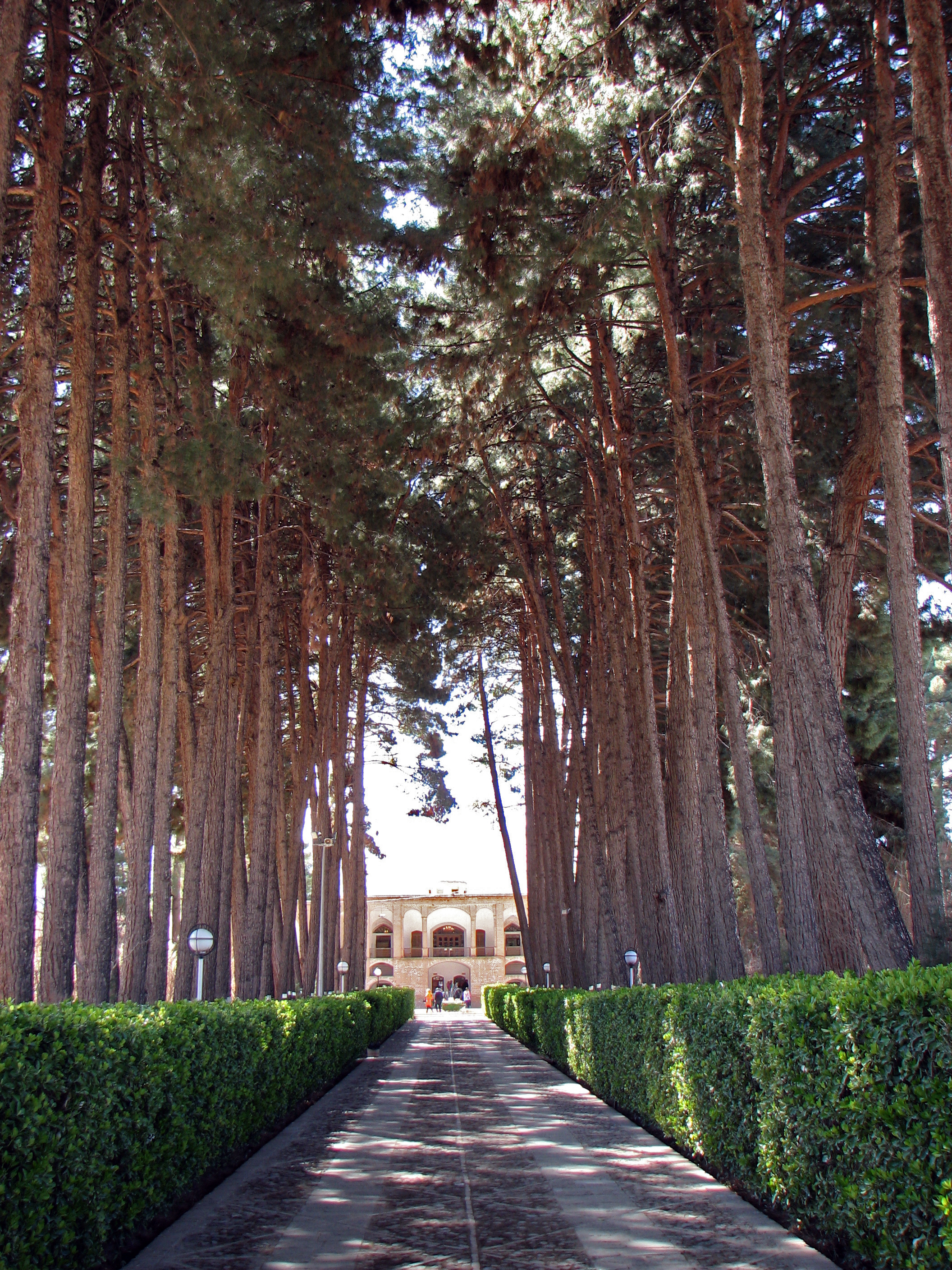
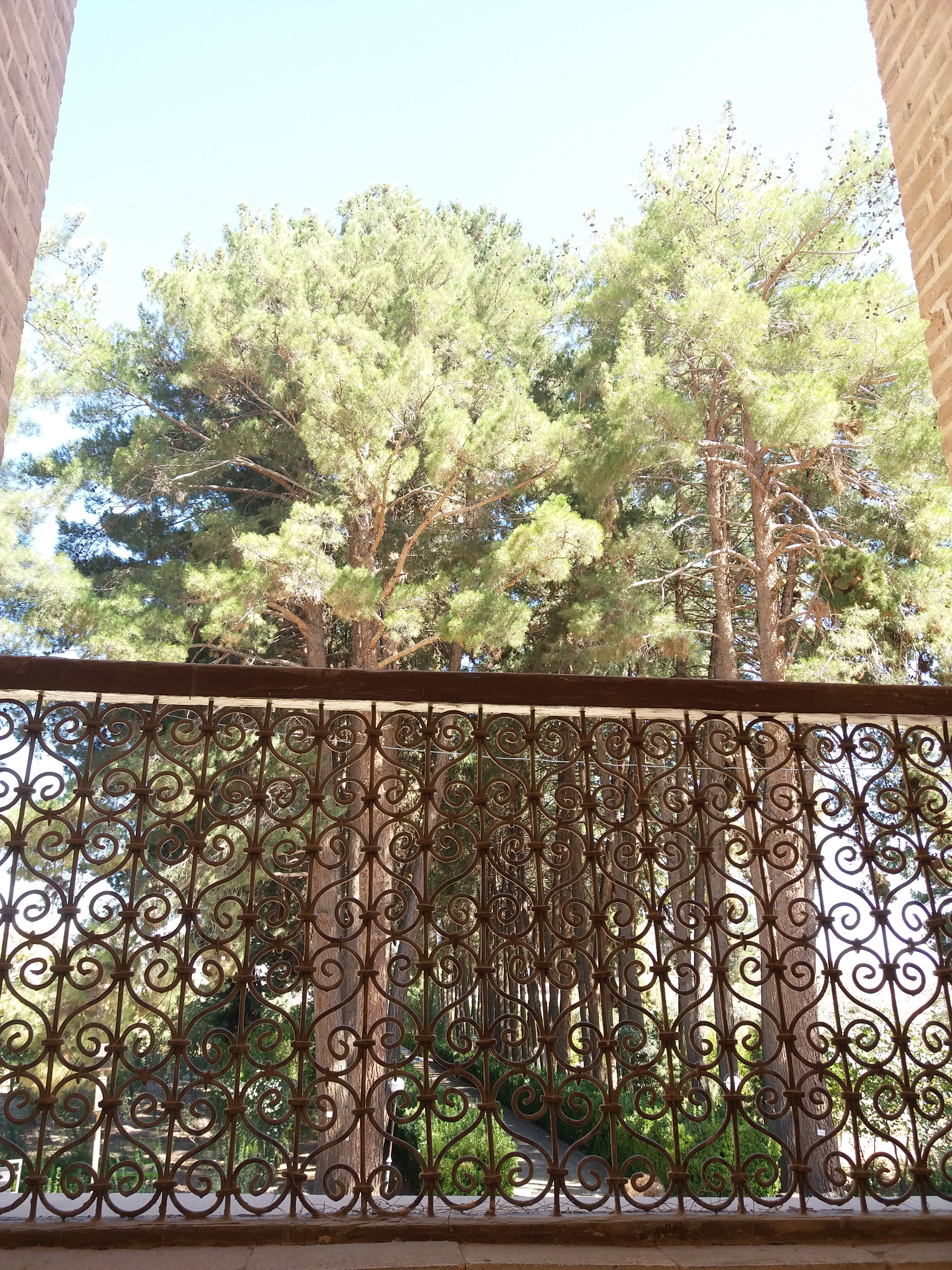
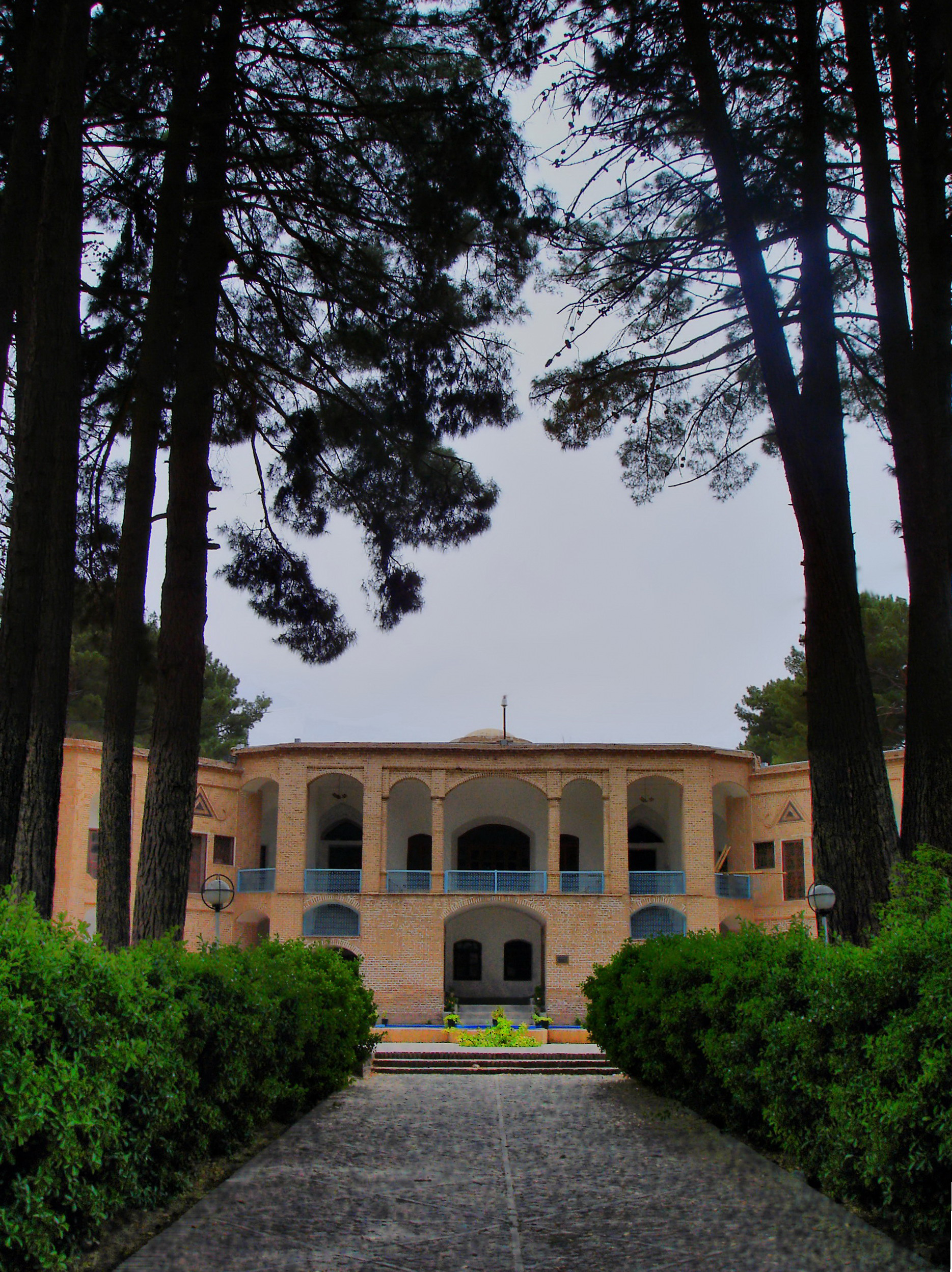
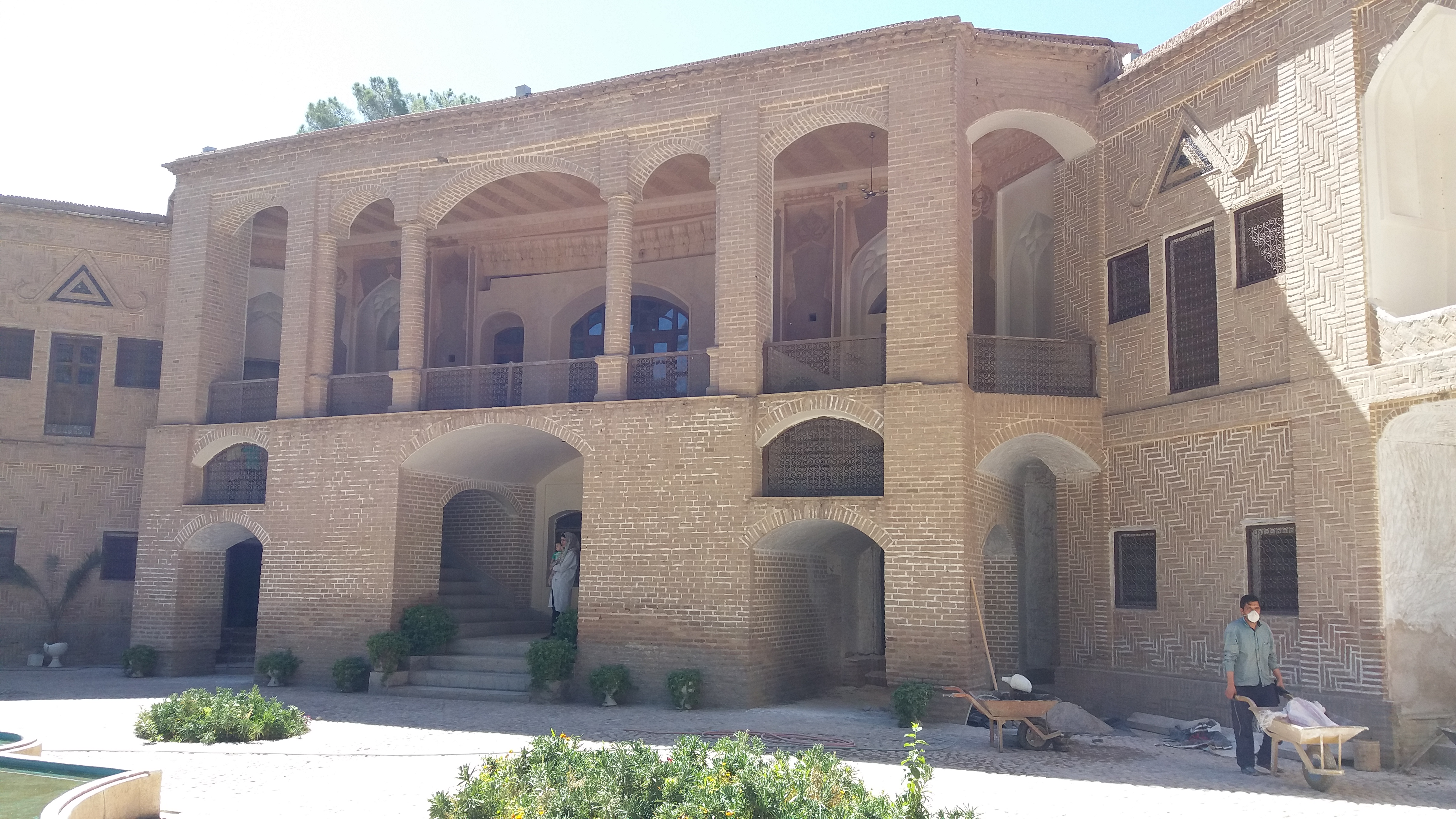
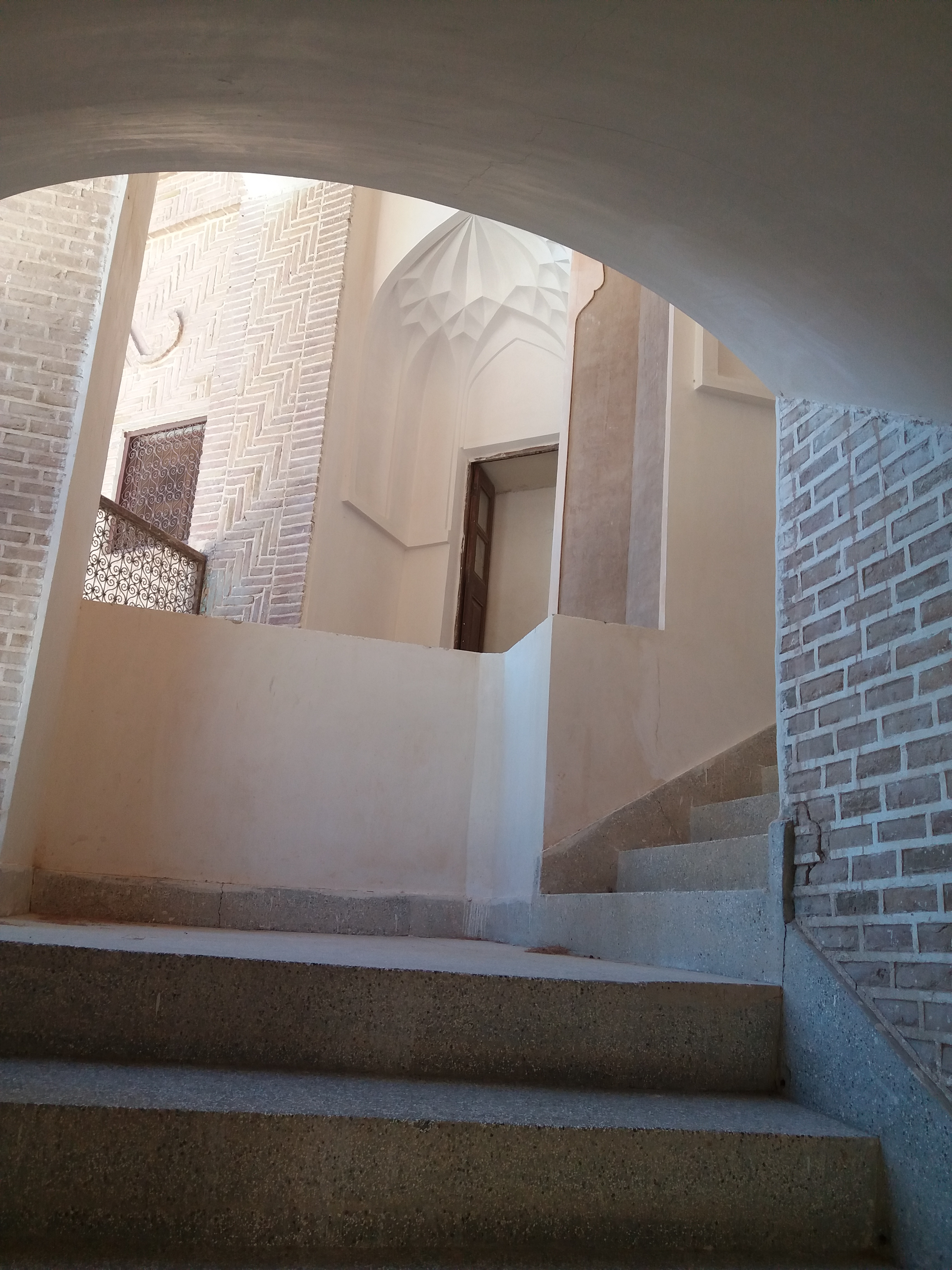
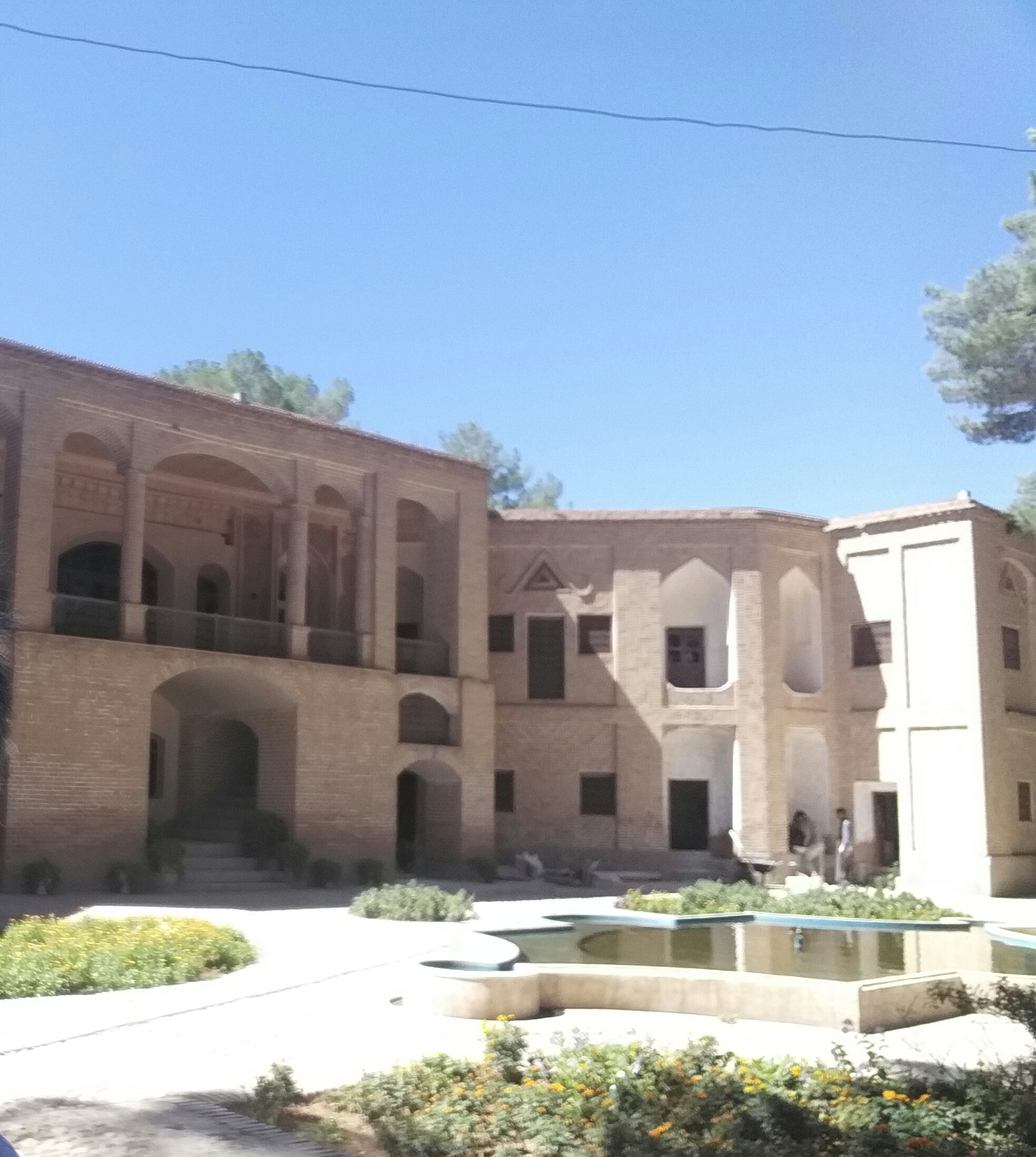
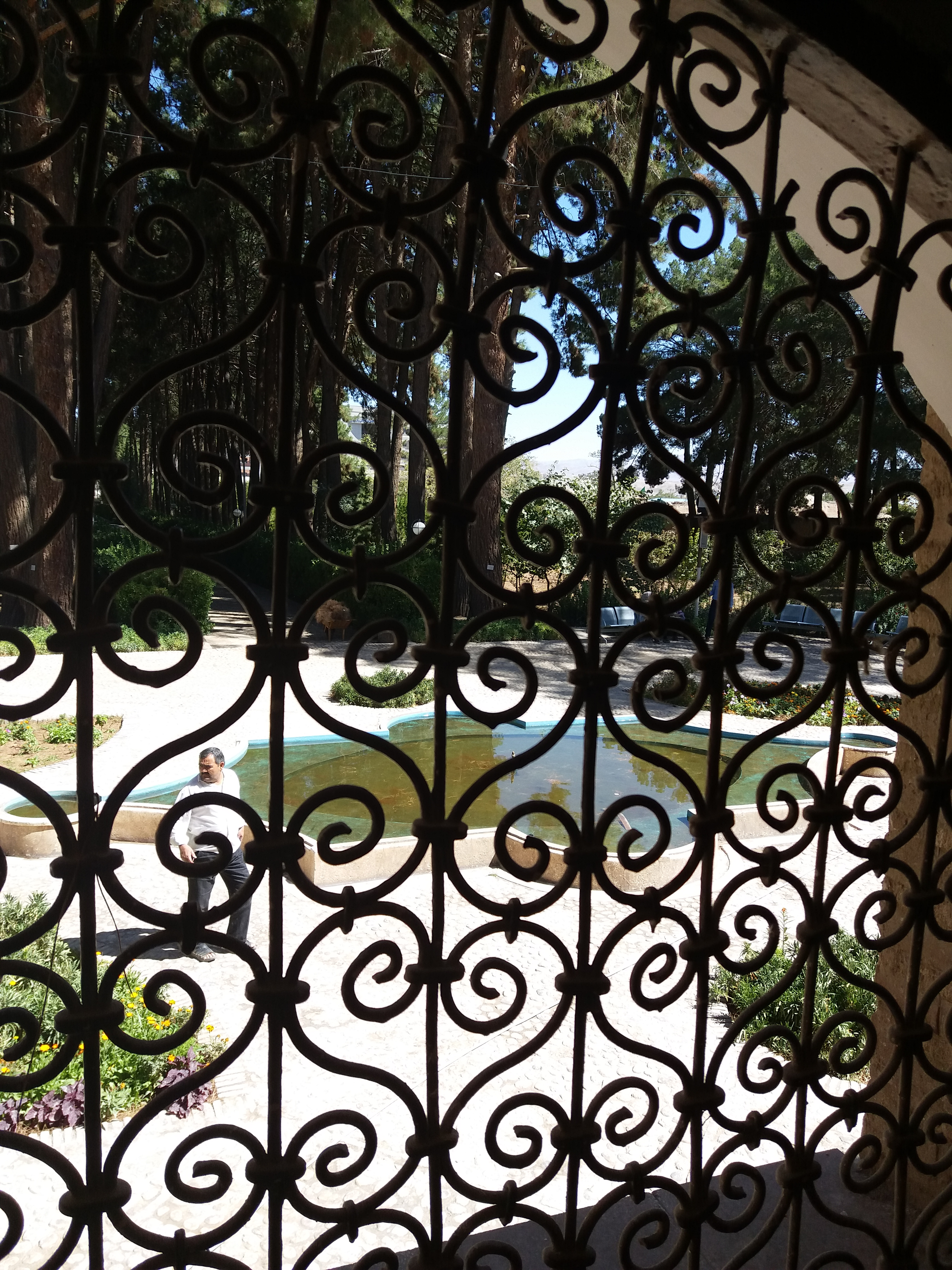
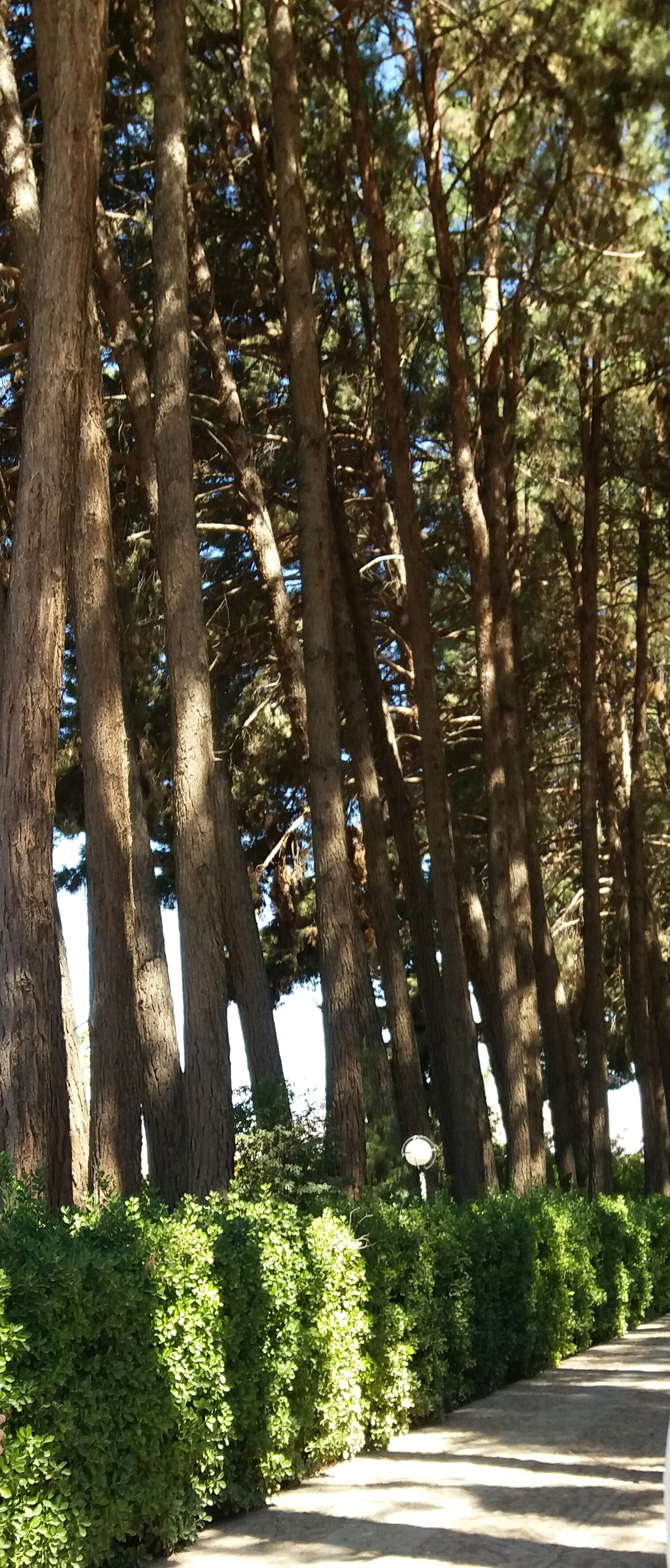
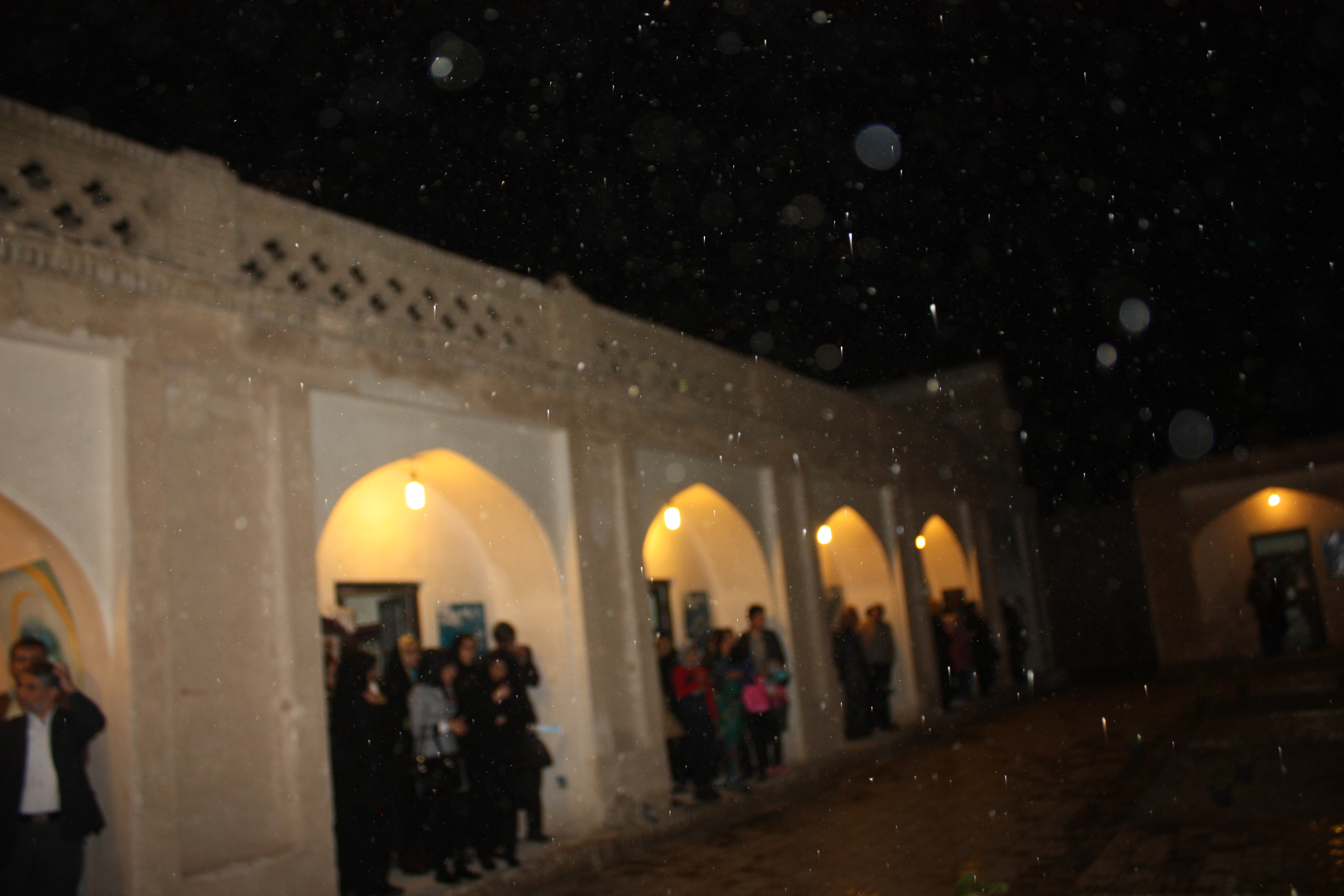
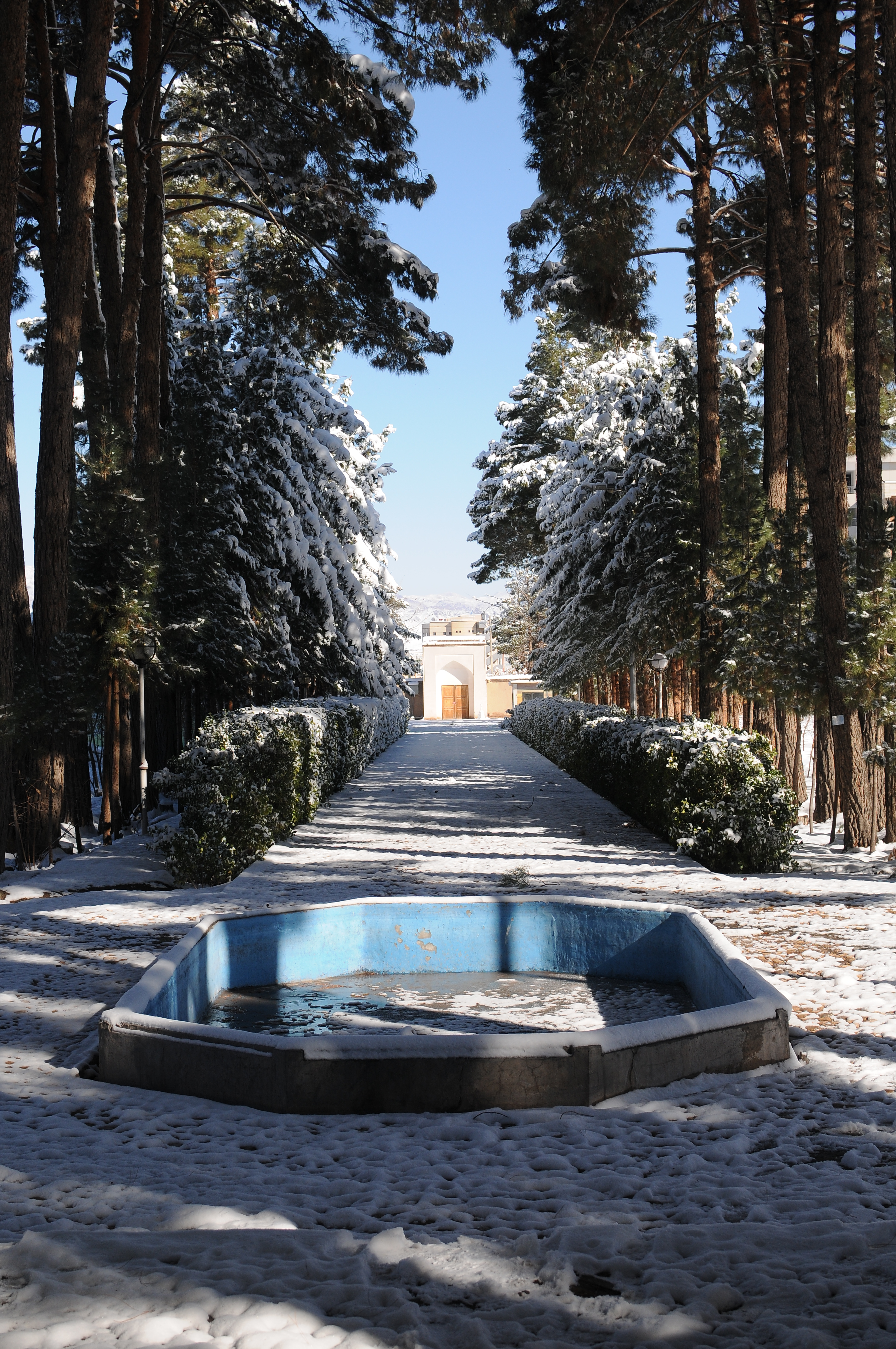
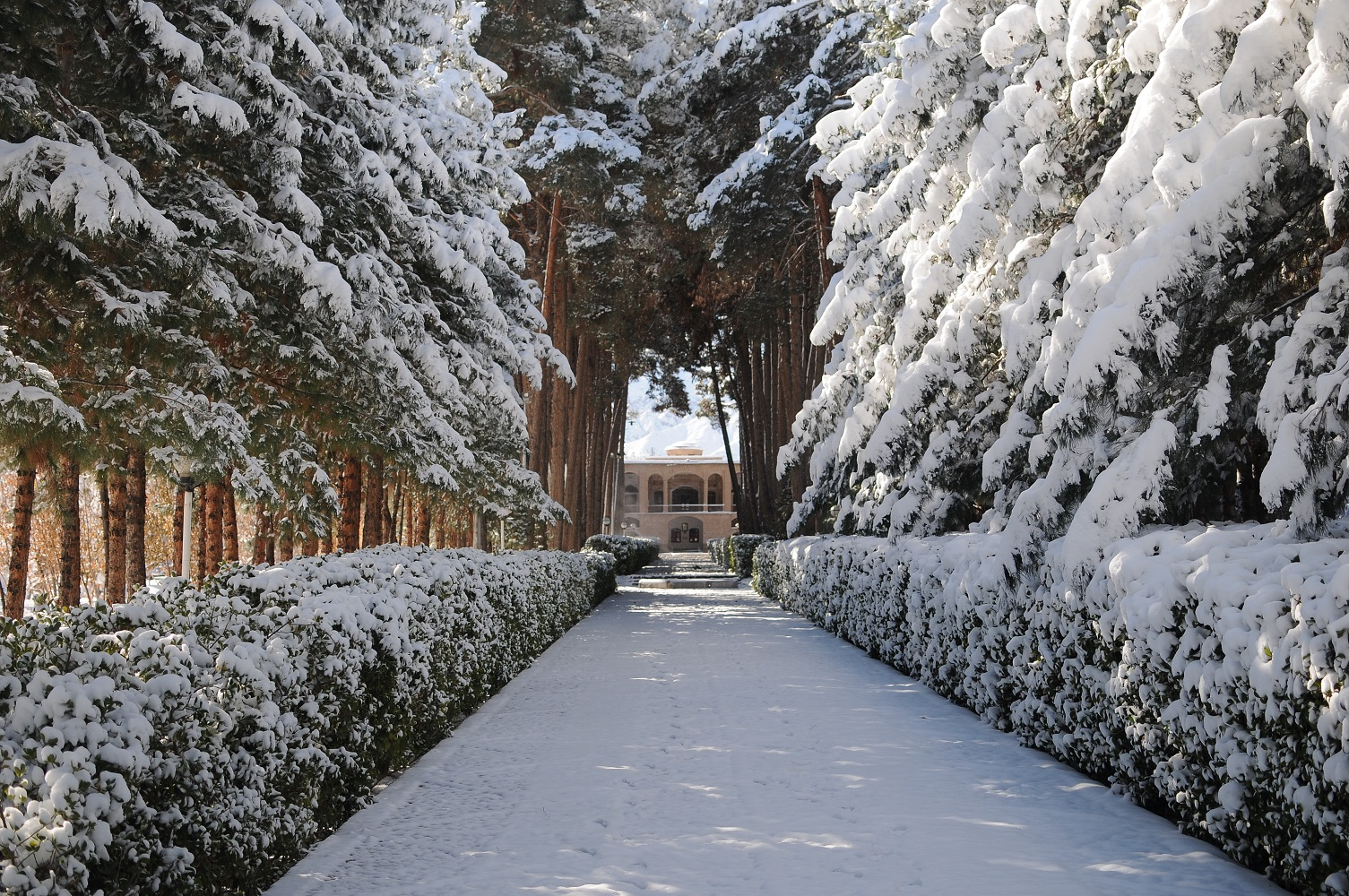